# Gare de Reichshoffen-Ville
Ne doit pas être confondu avec Gare de Reichshoffen-Usines.
La gare de Reichshoffen-Ville est une gare ferroviaire française de la ligne de Haguenau à Hargarten - Falck située sur le territoire de la commune de Reichshoffen, dans la collectivité européenne d'Alsace, en région Grand Est.
Elle est mise en service en 1864 par la Compagnie des chemins de fer de l'Est. Au XXIe siècle, c'est une halte voyageurs de la Société nationale des chemins de fer français (SNCF), desservie par des trains TER.

## Situation ferroviaire
Établie à 180 mètres d'altitude, la gare de Reichshoffen-Ville est située au point kilométrique (PK) 18,257 de la ligne de Haguenau à Hargarten - Falck, entre les gares ouvertes de Gundershoffen, dont elle est séparée par la halte fermée de Reichshoffen-Usines, et de Niederbronn-les-Bains.

## Histoire
La gare de Reichshoffen-Ville est mise en service par la Compagnie des chemins de fer de l'Est, le 19 décembre 1864, lorsqu'elle ouvre à l'exploitation sa ligne de Niederbronn à Haguenau. En direction de Gundershoffen, à deux kilomètres il y a une halte à l'emplacement prévu pour un court embranchement rejoignant les forges De Dietrich. Deux ans plus tard, en 1866, la station de « Reichshoffen », figure dans le guide du voyageur en France publié par Hachette, elle est établie à 19 km de Haguenau, elle dessert un village industriel. 
En 1871, la gare entre dans le réseau de la Direction générale impériale des chemins de fer d'Alsace-Lorraine (EL) à la suite de la défaite française lors de la guerre franco-allemande de 1870 (et le traité de Francfort qui s'ensuivit). En 1875, la station de Reichshoffen est desservie par quatre trains dans chaque sens sur la relation Haguenau - Forbach. 

## Fréquentation
De 2015 à 2024, selon les estimations de la SNCF, la fréquentation annuelle de la gare s'élève aux nombres indiqués dans le tableau ci-dessous.
| Année                      | 2015    | 2016    | 2017    | 2018    | 2019    | 2020    | 2021    | 2022    | 2023    | 2024    |
| -------------------------- | ------- | ------- | ------- | ------- | ------- | ------- | ------- | ------- | ------- | ------- |
| Voyageurs                  | 153 302 | 152 687 | 153 808 | 154 855 | 162 837 | 138 449 | 166 996 | 223 685 | 206 465 | 223 839 |
| Voyageurs et non voyageurs | 191 628 | 190 859 | 192 260 | 193 569 | 203 546 | 173 062 | 208 745 | 279 606 | 258 081 | 279 799 |

## Service des voyageurs

### Accueil
Halte SNCF, c'est un point d'arrêt non géré à entrée libre, équipée d'un automate pour l'achat de titres de transport TER. Des aménagements sont présents pour les personnes à mobilité réduite, des toilettes aménagées, un accès pour les personnes en fauteuil roulant et des places de stationnement réservées.

### Desserte
Reichshoffen-Ville est desservie par des trains TER Grand Est (ligne de Strasbourg-Ville à Niederbronn-les-Bains) et par les autocars TER Grand Est (ligne de Haguenau à Bitche).

### Intermodalité
Un parc pour les vélos et un parking pour les véhicules y sont aménagés.
Elle est desservie par les autocars TER Grand Est (relation de Haguenau à Bitche).

## Patrimoine ferroviaire
Le bâtiment voyageurs, inutilisé pour l'accueil des usagers, est présent sur le site.
Une image de 1899 montre un bâtiment à étage de trois travées sous toit à deux pentes, qui doit dater de la Compagnie des chemins de fer de l'Est, complété par une aile à colombages rendue nécessaire par l’exiguïté de la construction en dur. L'aspect actuel très différent, résulterait d'un agrandissement radical[réf. souhaitée] (conservant la façade d'origine côté voies).
Le bâtiment, dans sa disposition contemporaine, se compose d'un corps central à étage de trois travées avec un toit à deux croupes que prolongent d'une part une aile plus étroite de deux travées à toit en pente forte ainsi qu'une aile à étage sous toit à croupe aboutissant sur une aile basse d'une travée. Toutes les ouvertures sont à cadre rectangulaire sauf celles de la partie centrale qui ont des arcs bombés.